# Персијски тепих
Персијски тепих (перс. فرش ایرانی) или персијски ћилим (перс. قالی ایرانی), такође познат као ирански тепих, је тешки комад текстил направљен за широк спектар утилитарних и симболичких сврха и произведен у Ирану (историјски познат као Персија), за кућну употребу, локалну продају и извоз. Ткање тепиха и ћилима је суштински део персијске културе и уметности. У оквиру групе оријенталних тепиха, персијски тепих се истиче разноврсношћу и разрађеношћу разноврсних дезена.
Историјат и почетак ткања тепиха је непознат, јер су теписи подложни употреби, пропадању и уништавању од инсеката и глодара. Ткани ћилими су се вероватно развили од ранијих подних облога, направљених од филца, или технике познате као  равно ткање“.
Персијске ћилиме и ћилиме разних врста паралелно су ткала номадска племена у сеоским и градским радионицама, као и мануфактуре краљевских двора. Они представљају различите, истовремене линије традиције и одражавају историју Ирана, персијску културу и њене различите народе. Теписи ткани у дворским мануфактурама Сафавида у Исфахану током шеснаестог века познати су по својим разрађеним бојама и уметничком дизајну, и данас се чувају у музејима и приватним колекцијама широм света. Њихови обрасци и дизајн су поставили уметничку традицију за дворске мануфактуре која је одржала живот током читавог трајања Персијског царства до последње иранске краљевске династије.
Теписи ткани у градовима и регионалним центрима као што су Табриз, Керман, Равар, Нејшабур, Машхад, Кашан, Исфахан, Наин и Кум одликују се специфичним техникама ткања и употребом висококвалитетних материјала, боја и шара. Градске мануфактуре попут оних у Табризу играле су важну историјску улогу у оживљавању традиције израде ових рукотворина након периода опадања. Теписи које су ткали сељани и различита иранска племена одликују се фином вуном, јарким и разрађеним бојама и специфичним, традиционалним шарама. Номадске и мање сеоске занатлије често производе ћилиме са смелијим и понекад грубљим дезенима, који се сматрају најаутентичнијим и традиционалнијим ћилимима Персије, за разлику од уметничких, унапред планираних дизајна. Габа теписи су најпознатији тип тепиха из ове традиције.
Као резултат политичких немира или комерцијалног притиска, ткање тепиха је током деценија пролазило кроз периоде опадања. Производња је посебно опала од увођења синтетичких боја током друге половине деветнаестог века. Ткање тепиха и даље игра кључну улогу у економији модерног Ирана. Савремену производњу карактерише оживљавање традиционалног фарбања природним бојама, поновно увођење традиционалних племенских шара, али и проналазак модерних и иновативних дезена, тканих у вековној техници. Ручно ткани персијски ћилими и теписи су сматрани предметима високе уметничке и утилитарне вредности и престижа од када су их први пут споменули старогрчки писци.
Израз „персијски тепих“ данас има шире значење и обухвата неколико других персијских ручних радова.
Године 2010. „традиционалне вештине ткања тепиха“ у провинцији Фарс и Кашану уписане су на Унескову листу нематеријалног културног наслеђа.